# Kvarnetjärnet (Ärtemarks socken, Dalsland)
Kvarnetjärnet är en sjö i Bengtsfors kommun i Dalsland och ingår i Göta älvs huvudavrinningsområde.